# Janty Yates
Janty Yates (nascuda el 1950)és una dissenyadora de vestuari per a cinema i televisió britànica. El 2001 va guanyar l'Oscar al millor vestuari per Gladiator. També ha rebut nominacions pels premis BAFTA, premis Saturn, i premis Satellite. És col·laboradora habitual del director anglès Ridley Scott, amb qui ha treballat set vegades des del 2012.

## Carrera
Janty Yates va treballar a la indústria de la moda abans de la seva carrera en cinema i televisió. El primer treball acreditat de Yates va ser al departament de vestuari de la pel·lícula de 1981 La recerca del foc. El seu primer paper acreditat com a dissenyador de vestits va ser per a la comèdia britànica Bad Behaviour, i va treballar en sis pel·lícules més en aquest paper durant la resta de la dècada.
El 2000 el seu treball a Gladiator de Ridley Scott va obtenir els seus primers premis en la carrera, inclòs l'Oscar al millor vestuari, i el premi de la Societat de Crítics de Cinema de Las Vegas al millor disseny de vestuari, així com les nominacions als BAFTA al millor vestuari i el Premi Satellite al millor vestuari. El 2005 va rebre nominacions al millor disseny de vestuari del Costume Designers Guild i el premi Satellite del 2004 per la pel·lícula De-Lovely. L'any següent, va rebre la seva primera nominació al Goya al millor disseny de vestuari i la seva tercera candidatura al premi Satellite al millor disseny de vestuari per El regne del cel.
El 2006, Yates va ser una de les 120 persones convidades a unir-se a l'Acadèmia de les Arts i les Ciències Cinematogràfiques.
Yates és col·laboradors freqüent fr Scott, i ha treballat amb ell en sis pel·lícules a més de Gladiator: Hannibal (2001); El regne del cel (2005); American Gangster (2007); Xarxa de mentides (2008); Robin Hood (2010), per la qual va rebre una nominació al Premi Saturn i la quarta nominació als premis Satellite; Prometheus (2012), i Exodus: Gods and Kings (2014). La seva pel·lícula més recent amb Scott és la pel·lícula de ciència-ficció The Martian, estrenat el 2015.

## Filmografia
| Any  | Títol                                                     | Notes                   |
| ---- | --------------------------------------------------------- | ----------------------- |
| 1981 | La recerca del foc                                        | Vestuari                |
| 1984 | Oxford Blues                                              | Assistent de vestuari   |
| 1985 | Dance with a Stranger                                     | Supervisor de vestuari  |
| 1988 | Soursweet                                                 | Dissenyador de vestuari |
| 1991 | The Commitments                                           | Supervisor de vestuari  |
| 1993 | Bad Behaviour                                             |                         |
| 1995 | L'anglès que va pujar un turó però va baixar una muntanya |                         |
| 1996 | Jude                                                      |                         |
| 1997 | Welcome to Sarajevo                                       |                         |
| 1998 | The Man Who Knew Too Little                               |                         |
| 1999 | Plunkett & Macleane                                       |                         |
| 1999 | With or Without You                                       |                         |
| 2000 | Gladiator                                                 |                         |
| 2001 | Charlotte Gray                                            |                         |
| 2001 | Enemic a les portes                                       |                         |
| 2001 | Hannibal                                                  |                         |
| 2004 | De-Lovely                                                 |                         |
| 2005 | El regne del cel                                          |                         |
| 2006 | Miami Vice                                                |                         |
| 2007 | American Gangster                                         |                         |
| 2008 | Xarxa de mentides                                         | Disseny de vestits      |
| 2010 | Robin Hood                                                |                         |
| 2012 | Prometheus                                                |                         |
| 2013 | The Counselor                                             |                         |
| 2014 | Exodus: Gods and Kings                                    |                         |
| 2015 | The Martian                                               |                         |
| 2017 | Alien: Covenant                                           |                         |

| Any  | Títol   | Notes |
| ---- | ------- | ----- |
| 1995 | Bliss   |       |
| 1996 | Karaoke |       |

## Premis i nominacions
| Any  | Premi                          | Categoria                                                                                  | Títol            | Resultat  | Ref    |
| ---- | ------------------------------ | ------------------------------------------------------------------------------------------ | ---------------- | --------- | ------ |
| 2000 | Premis Oscar                   | Oscar al millor vestuari                                                                   | Gladiator        | Guanyador | [ 6 ]  |
| 2000 | Las Vegas Film Critics Society | Premi Sierra al millor vestuari                                                            | Gladiator        | Guanyador | [ 7 ]  |
| 2000 | Premi BAFTA                    | BAFTA al millor vestuari                                                                   | Gladiator        | Nominat   | [ 8 ]  |
| 2000 | Premis Satellite               | Premi Satellite al millor vestuari                                                         | Gladiator        | Nominat   | [ 5 ]  |
| 2004 | Costume Designers Guild        | Premi Costume Designers Guild per l'excel·lència en disseny de vestuari - Període/Fantasia | De-Lovely        | Nominat   | [ 2 ]  |
| 2004 | Premis Satellite               | Millor disseny de vestuari                                                                 | De-Lovely        | Nominat   | [ 5 ]  |
| 2005 | Premis Goya                    | Millor disseny de vestuari                                                                 | El regne del cel | Nominat   | [ 9 ]  |
| 2005 | Premi Satellite                | Millor disseny de vestuari                                                                 | El regne del cel | Nominat   | [ 5 ]  |
| 2010 | Premis Saturn                  | Premi Saturn al millor vestuari                                                            | Robin Hood       | Nominat   | [ 12 ] |
| 2010 | Premi Satellites               | Millor disseny de vestuari                                                                 | Robin Hood       | Nominat   | [ 13 ] |